# Santuario di Maria Santissima dell'Abbondanza
Il santuario di Maria Santissima dell'Abbondanza è il santuario di Marzano di Nola, comune appartenente alla diocesi di Nola.

## Storia
Il santuario è di origine antichissima, infatti sul portale di pietra è scolpita la data del 1453. Probabilmente all'epoca l'edificio era costituito da una piccola cappella per poi ingrandirsi col tempo.
Da quella data in poi per più di 100 anni non si hanno notizie riguardanti tale luogo di culto, ma il 7 dicembre 1604 papa Clemente VIII affilia la congrega di Maria SS. dell'Abbondanza all'arciconfraternita del SS. nome di Maria a colonna Traiana in roma. Riguardante tale atto ci sono conferme scritte dei papi Innocenzo XI, nel 1688, e Innocenzo XIII, nel 1721.
Nel 1773 l'allora vescovo di Nola Filippo Lopez la descrive al vaticano come: " una chiesa grande, vetusta e magnifica" e di una immagine "grandemente venerata da paesani e forestieri", confermando ulteriormente l'esistenza della Congrega, costituita all'epoca da oltre 280 membri.
Il 29 luglio 1778 l'immagine della Madonna fu incoronata a Nola nella sede della dioces con le corno d’oro regalate da Papa Pio VI.
Il 16 febbraio 1830 il santuario subì un gravoso incendio.

## Descrizione

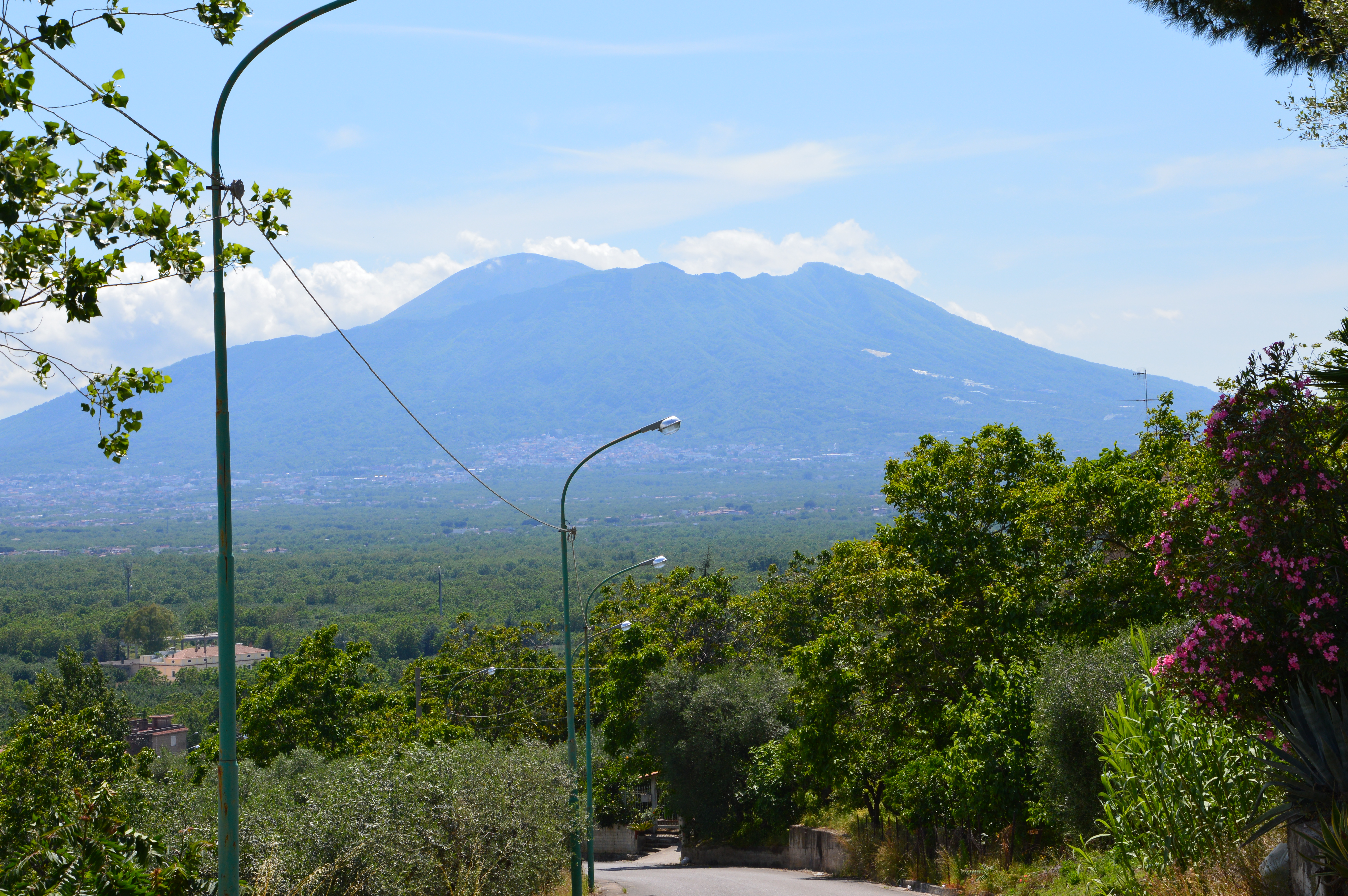
Vesuvio visto dal santuario di Marzano di Nola

Costruito su uno sperone di roccia, all'esterno è presente un ampio scalone a due rampe mediante il quale è possibile accedere al santuario.
La facciata è semplice, all'interno la navata è arricchita da stucchi e tele di ogni epoca e nel catino absidale è presente un tempietto del 1818 con la statua di Maria SS. dell'Abbondanza.
In alto è presente una artistica tela raffigurante la Vergine Maria con gli angeli ed i confratelli della Congrega.
Sulle pareti sono presenti gli scanni lignei della congrega con sopra preziosissime tele raffiguranti episodi della vita di Maria.
Nella sagrestia si conservano numerosi quadri di grande rilevanza e storici ex-voto. Sono inoltre da menzionare le storiche grotte funerarie, oggi adibite a museo. Dal terrazzo dal quale si accede all'interno del santuario è possibile ammirare uno splendido panorama. Infatti è possibile vedere chiaramente il Vesuvio ed il golfo di Napoli con Capri ed i paesi Vesuviani.

### Le tele
A sinistra troviamo quattro grandi tele di dimensioni 260x200cm ritraenti le scene di: Annunciazione, presentazione di Maria al tempio, l'Immacolata, l'Assunzione di Maria al cielo.
A destra invece le scene raffigurate sono: nascita di Maria, presentazione di Gesù al tempio, visita a Santa Elisabetta, sposalizio della Vergine.
Nella zona prebisterale troviamo invece rappresentate le scene: Adorazione dei Magi, visita dei pastori, quadro della Madonna.

### Il pavimento
L'intero pavimento è in mattonelle maiolicate e sono sicuramente antecedenti al XIX secolo. 
Al centro della navata è presente un rosone raffigurante la rosa dei venti.
Sono presenti altri due rosoni uno nella zona prebisterale ed un altro nell'abisde raffigurante lo stemma della Madonna.

## La congrega
La congrega di Maria SS. dell'Abbondanza ha una storia antichissima.
Prime notizie si hanno il 7 dicembre 1604, quando papa Clemente VIII con una bolla papale la aggrega alla "Confraternita del SS. nome di Maria" a colonna Trajana in Roma. Tramite la stessa gli furono concesse numerose indulgenze e privilegi.
Nella bolla del 7 settembre 1688 papa Innocenzo XI riapprova i precedenti privilegi.
Inizialmente i membri della congrega erano appartenenti alle famiglie più illustri di Marzano di Nola e di tutto l'agro nolano.

## La festa
I festeggiamenti in onore di Maria SS. dell'Abbondanza rispecchiano la tradizione dell'800.
Iniziano con il quaresimale (40 giorni prima della festa che si svolge l'ultima domenica di luglio, quando il quadro ritraente la Madonna viene portato in processione dal santuario alla piazza, luogo nel quale viene esposto.
In realtà i festeggiamenti veri e propri iniziano con il novenario (9 giorni prima della festa);
infatti il sabato la statua di Maria SS. dell'Abbondanza viene portata in processione dal santuario fino alla chiesa parrocchiale, mentre la domenica mattina, alle prime luci dell'alba, la madonna viene ornata di oro.
Il lunedì ed il martedì la statua della Madonna viene portata in processione per le strade del paese. Infine il mercoledì si riaccompagna la statua della vergine al santuario.